# Bergonne
Bergonne település Franciaországban, Puy-de-Dôme megyében. Lakosainak száma 316 fő (2022. január 1.). Bergonne Antoingt, Le Broc, Gignat, Issoire és Solignat községekkel határos.

## Népesség
A település népességének változása:
| Lakosok száma | 341  | 349  | 358  | 339  | 329  | 319  | 320  | 317  | 316  |
|               | 2013 | 2015 | 2016 | 2017 | 2018 | 2019 | 2020 | 2021 | 2022 |